# Aeonium aizoon
Aeonium aizoon ist eine Pflanzenart aus der Gattung Aeonium in der Familie der Dickblattgewächse (Crassulaceae).

## Beschreibung

### Vegetative Merkmale
Aeonium aizoon wächst mit vielköpfigen, ausdauernden Rosetten, die einen Durchmesser von 3 bis 5 Zentimeter erreichen. Diese sind eher flach und während der Trockenzeit ziemlich offen. Die länglich spateligen, grünen, dicht drüsig-flaumhaarigen, klebrigen Laubblätter sind 2 bis 3,5 Zentimeter lang, 1 bis 1,5 Zentimeter breit und 0,1 bis 0,2 Zentimeter dick. Zur Spitze hin sind sie gestutzt und tragen ein aufgesetztes Spitzchen. Die Basis ist von der Nähe der Spitze her breit verschmälert.

### Generative Merkmale
Der flachgipfelige Blütenstand weist eine Länge von 2 bis 5 Zentimeter und eine Breite von 4 bis 10 Zentimeter auf. Der dicht beblätterte Blütenstandsstiel ist 8 bis 12 Zentimeter lang. Die 17- bis 21-zähligen Blüten stehen an einem 1 bis 3 Millimeter langen, flaumhaarigen Blütenstiel. Ihre Kelchblätter sind filzig. Die tiefgelben, verkehrt eiförmigen, zugespitzten Kronblätter sind 6 bis 7 Millimeter lang und 1 bis 1,5 Millimeter breit. Die Staubfäden sind kahl.

## Systematik und Verbreitung
Aeonium aizoon ist auf Teneriffa in Höhen von 600 bis 1600 Metern verbreitet.
Die Erstbeschreibung als Greenovia aizoon durch Carl August Bolle wurde 1859 veröffentlicht. Theodorus Hendrikus Maria Mes stellte die Art 1995 in die Gattung Aeonium.

## Nachweise